# Surjekce

Zobrazení na množinu (surjektivní zobrazení)

Zobrazení na (surjektivní zobrazení, surjekce), je typ zobrazení mezi množinami, které zobrazuje výchozí množinu na celou cílovou množinu. Každý prvek cílové množiny má tedy alespoň jeden vzor. Tudíž obor hodnot je celá cílová množina.

## Definice
Zobrazení {\displaystyle f\colon X\rightarrow Y} nazýváme surjektivní, jestliže se na každý prvek množiny {\displaystyle Y} zobrazí alespoň jeden prvek množiny {\displaystyle X}:
{\displaystyle \forall y\in Y:\exists x\in X:f(x)=y}
nebo ekvivalentně:
{\displaystyle Y=\{f(x)|x\in X\}}.

## Vzorec
Počet možných surjekcí pro {\displaystyle p=|X|}, {\displaystyle q=|Y|} se vypočte jako:
{\displaystyle q^{p}-{\begin{pmatrix}q\\q-1\end{pmatrix}}(q-1)^{p}+{\begin{pmatrix}q\\q-2\end{pmatrix}}(q-2)^{p}-...+(-1)^{q-1}{\begin{pmatrix}q\\1\end{pmatrix}}1^{p}=\sum _{i=0}^{q-1}(-1)^{i}{\begin{pmatrix}q\\q-i\end{pmatrix}}(q-i)^{p}},
přičemž {\displaystyle p\geq q}.
Tabulka pro počet surjekcí:
| p\q | 1 | 2  | 3   | 4   | 5   |
| 1   | 1 | 0  | 0   | 0   | 0   |
| 2   | 1 | 2  | 0   | 0   | 0   |
| 3   | 1 | 6  | 6   | 0   | 0   |
| 4   | 1 | 14 | 36  | 24  | 0   |
| 5   | 1 | 30 | 150 | 240 | 120 |

## Značení
Pro odlišení od obecného zobrazení se někdy zobrazení „na“ značí {\displaystyle f:X\twoheadrightarrow Y}.

## Příklady
- Reálná funkce {\displaystyle f(x)=2x+1} je surjekce, protože pro každé {\displaystyle y} existuje {\displaystyle x=(y-1)/2}, pro které {\displaystyle y=f(x)}.
- Reálná funkce {\displaystyle g(x)=x^{2}} není surjekce, neboť pro {\displaystyle y<0} neexistuje {\displaystyle x}, pro které by {\displaystyle y=g(x)=x^{2}}. Pokud však budeme uvažovat funkci {\displaystyle g} jako funkci komplexní {\displaystyle g:\mathbb {C} \rightarrow \mathbb {C} }, je tato funkce surjektivní, neboť pro každé {\displaystyle y\in \mathbb {C} } existuje {\displaystyle x={\sqrt {y}}}.